# هو إيفان

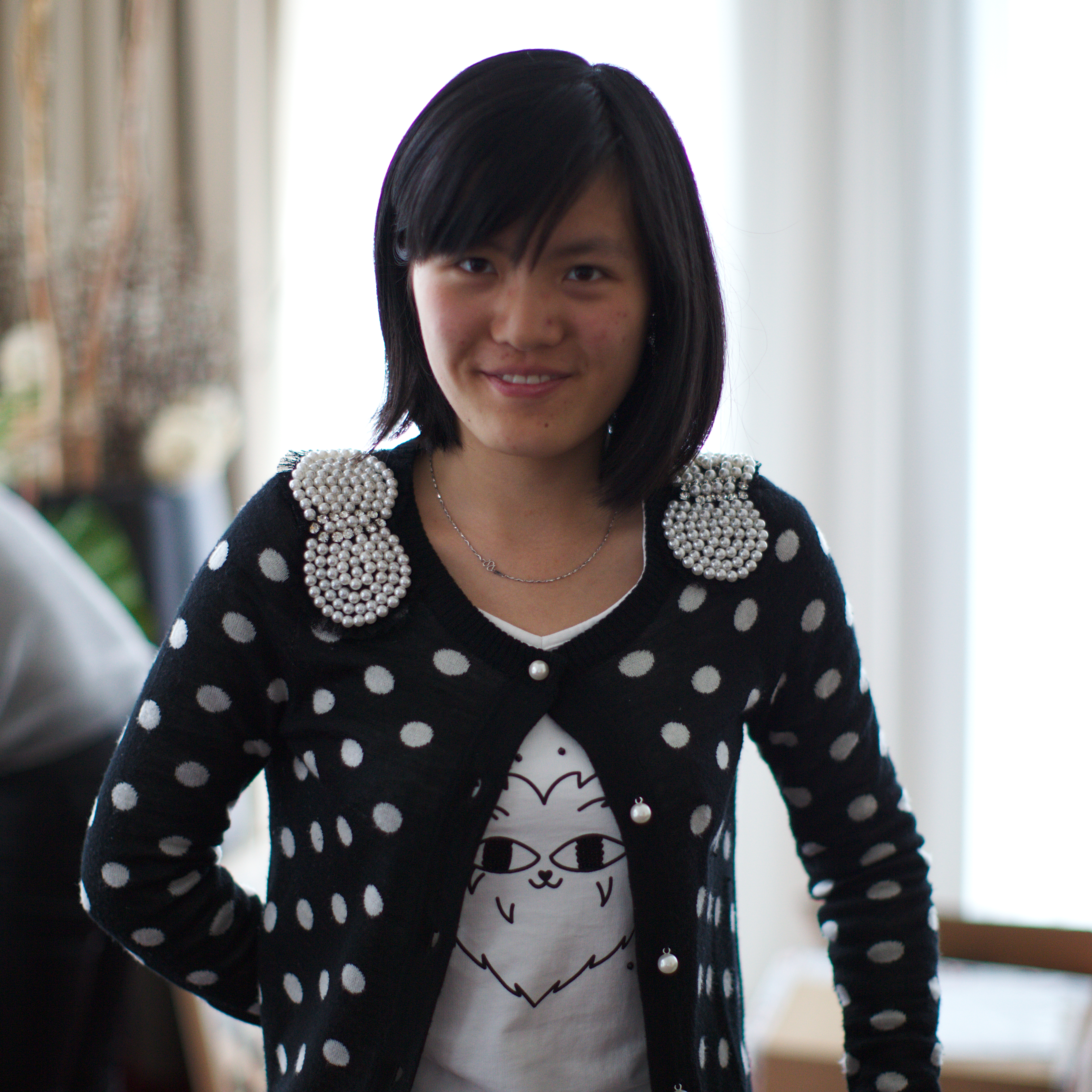
هو إيفان في 2013 في بطولة العالم في جنيف

هو إيفان (بالصينية: 侯逸凡) هي لاعبة شطرنج صينية ولدت في يوم 27 فبراير 1994 في مدينة تشينغهوا في محافظة جيانغسو في الصين، تعدّ إيفان نابغة شطرنج، إذ استطاعت الفوز ببطولة العالم للشطرنج النسوية في عامي 2012 و2015، لتعدّ أصغر لاعبة شطرنج تفوز ببطولة العالم في التاريخ وتعدّ مع اللاعبة الأوكرانية ماريا موزيجوك الأفضل في لعبة الشطرنج.

## روابط خارجية
- هو إيفان على موقع الاتحاد الدولي للشطرنج (الإنجليزية)
- هو إيفان على موقع مباريات الشطرنج (الإنجليزية)
- هو إيفان على موقع 365Chess.com (الإنجليزية)
- هو إيفان على موقع Chesstempo.com (الإنجليزية)
- هو إيفان سجل أولمبياد الشطرنج للسيدات على موقع OlimpBase.org (الإنجليزية)
- هو إيفان على موقع اللجنة الأولمبية الصينية (الإنجليزية)